# 祁东四明山国家森林公园
祁东四明山国家森林公园，位于湖南省衡阳市祁东县的四明山。

## 沿革
1996年8月10日，祁东四明山被祁东县人民政府批准为县级森林公园。
2004年12月20日，祁东四明山森林公园由县级森林公园升格为省级森林公园。
2014年12月，祁东四明山森林公园经经中国森林风景资源评价委员会审议，成功获评为国家级森林公园。

## 地理位置
祁东四明山国家森林公园，位于衡阳市祁东县西部边陲，西北与邵阳县五丰铺、东安县的南镇乡毗邻，南与永州市冷水滩区黄茶园接壤，东面以祁东县太和堂镇为界。

## 景观
祁东四明山国家森林公园由四明山片区和鼎新湖片区两部分组成。
公园内包括长龙江大峡谷、腾云岭、登仙崖、绝情谷、碧玉湖、野牛坪瀑布等景点。
公园内还有万福寺、紫云寺、腾云祖师殿等寺庙。